# Lijst van weg- en veldkapellen in Lier
Dit is een onvolledige lijst van veldkapellen in de gemeente Lier. Kapelletjes komen vooral voor in katholieke gebieden van o.a. Nederland en België, en werden dikwijls gebouwd ter verering van een heilige. Ze zijn te vinden langs wegen in het buitengebied, maar komen ook voor binnen de bebouwde kom.
| Kapel                              | Adres                                      | Plaats        | Bouwperiode | Architect   | Foto                                              |
| ---------------------------------- | ------------------------------------------ | ------------- | ----------- | ----------- | ------------------------------------------------- |
| Mariakapel                         | Liersebaan-Kruisstraat-Spreet ('t Lammeke) | Koningshooikt |             |             |                                                   |
| Mariakapel                         | Hoek Kromme Ham en Beatrijslaan            | Lier          |             |             | Veldkapel in Lier aan de Kromme Ham-Beatrijslaan  |
| Kapel van de Heilige Rita          | Mechelsestraat                             | Lier          | 1948        | R. De Bruyn | Kapel Heilige Rita te Lier aan de stadsvesten     |
| Kapel Sint-Anna-ten-Drieën         | Sint-Annastraat                            | Lier          |             |             | Kapel Sint-Anna-ten-Drieën                        |
| Onze-Lieve-Vrouwekapel             | Bosstraat                                  | Lier          |             |             | Onze-Lieve-Vrouwekapel Middelares Allergenaden    |
| Onze-Lieve-Vrouwekapel             | Hondsstraat-Bloemenhof                     | Lier          |             |             |                                                   |
| Kapel Maria Moeder van Hoop        | Mechelsesteenweg 346                       | Lier          | 1988        |             | Kapel Maria Moeder van Hoop Mechelsesteenweg Lier |
| Onze-Lieve-Vrouw Gedurige Bijstand | Hoek Waversesteenweg-Wolfslei              | Lier          | 1884-1890   |             |                                                   |
| Onze-Lieve-Vrouwekapel             | Hulststraat                                | Lier          | 1991        |             |                                                   |
| Onze-Lieve-Vrouwekapel             | Hulststraat                                | Lier          | 1995        |             |                                                   |
| Onze-Lieve-Vrouwekapel             | IJzerlaan                                  | Lier          |             |             |                                                   |
| Onze-Lieve-Vrouwekapel             | Kanaalstraat                               | Lier          |             |             | Kapel bestaat niet meer                           |
| Onze-Lieve-Vrouwekapel             | Kanaalstraat-Berlaarsesteenweg             | Lier          |             |             | Kapel bestaat niet meer                           |
| Onze-Lieve-Vrouwekapel             | Maaikeneveld                               | Lier          | 1987        |             |                                                   |
| Onze-Lieve-Vrouwekapel             | Waversesteenweg                            | Lier          | 1884        |             |                                                   |
| Onze-Lieve-Vrouwekapel             | Zuut 27 (Hoek Heistraat-Zuut)              | Lier          | 19de eeuw   |             | Kapel Onze-Lieve-Vrouw kapel                      |
| Onze-Lieve-Vrouwekapel (met kind)  | Zuut 24                                    | Lier          | 1934        |             |                                                   |
| Veldkapel                          | Kesselsesteenweg                           | Lier          |             |             |                                                   |